# Omo Osaghae
Omo Osaghae (* 18. května 1988) je americký atlet, jehož specializací jsou krátké překážkové běhy (60 m př. a 110 m př.)
V roce 2014 se stal mistrem světa v běhu na 60 metrů překážek na světovém halovém šampionátu v Sopotech. Zvítězil v novém osobním rekordu 7,45 sekund.

## Osobní rekordy
- 60 m př. – 7,45 s
- 110 m př. – 13,23 s